# 沃什舒拉尼
沃什舒拉尼，是匈牙利沃什州所辖的一个村，总面积10.09平方公里，总人口803，人口密度79.6人/平方公里（2010年1月1日）。